# 프톨레마이오스 11세 알렉산드로스 2세
프톨레마이오스 11세 알렉산드로스 2세(그리스어:Πτολεμαίος ΙΑ' Αλέξανδρος Β', 영어:Ptolemy XI Alexander II, 기원전 115년? - 기원전 80년)는 고대 이집트 프톨레마이오스 왕조의 파라오이다. 아버지는 프톨레마이오스 10세 알렉산드로스 1세이며 어머니는 베레니케 3세 혹은 클레오파트라 세레네 1세이다. 프톨레마이오스 왕조 최후의 직계이다.

## 생애
친할머니인 클레오파트라 3세와 아버지인 알렉산드로스 1세가 셀레우코스 제국과 싸우고 있을 때, 재보를 가지고 코스 섬(Kos)에 피난했다. 그러나 로마와 싸우고 있던 폰투스의 왕인 미트리다테스 6세의 포로가 된다.
기원전 81년에 라튀로스가 사망하자, 이집트에서 어머니인 베레니케 3세가 단독으로 통치하게 된다. 이 소식을 들은 알렉산드로스 2세는 로마의 장군인 루키우스 코르넬리우스 술라의 원조를 받고, 기원전 80년에 이집트로 귀국하여 베레니케 3세와 억지로 결혼하여 파라오로 즉위했다. 공동으로 통치를 시작했지만, 19일 뒤 알렉산드로스 2세는 베레니케 3세를 암살한다.
결국 이 사실이 알려지자, 그는 분노한 알렉산드리아의 시민들에 의해 살해당하고 이로써 프톨레마이오스 왕조의 남계 혈통이 완전히 끊기게 되면서 프톨레마이오스 왕조는 사실상 멸망하게 된다.

## 관련 문헌
- Peter Green, Alexander to Actium (University of California Press, 1990), pp. 553-554 ISBN 0-520-05611-6

## 참조
- Ptolemy XI Alexander II entry in historical sourcebook by Mahlon H. Smith

| 전임 베레니케 3세 | 프톨레마이오스 왕조 프톨레마이오스 11세 알렉산드로스 2세 (+베레니케 3세) 기원전 80년 | 후임 프톨레마이오스 12세 아울레테스 |